# 林葉直子
林葉 直子（はやしば なおこ、1968年〈昭和43年〉1月24日 - ）は、将棋の元女流棋士、小説家、エッセイスト、漫画原作者、占い師、タレント、女優。福岡県福岡市出身。福岡第一高等学校卒業、第一薬科大学薬学部中退。漫画原作者としてのペンネームに「かとりまさる」がある。アルコールの依存症による闘病生活でも知られている。

## 略歴

### 女流棋士として
5歳の時に父親から将棋を教わり、女流アマ名人戦に小学6年生で優勝するなど「福岡の天才少女」と騒がれていた。
1979年11月、奨励会に6級で入会、蛸島彰子についで2人目の女性奨励会員となる。同時に小学校在学中に上京して米長邦雄宅に住み込みの内弟子として師事するようになる。同じ内弟子には弟弟子の先崎学らがいた。奨励会には1984年まで在籍し、一時は4級まで上がるが最終的には6級で退会した。
1980年4月、女流棋戦主催者の強い要望を受けて、米長邦雄門下で女流2級でプロ入り。女流棋士番号は16だった。早くも頭角を現し翌年の第4期女流王将戦リーグで勝ち抜き、1982年4月にタイトルに挑戦。同月27日に史上最年少の14歳3か月で初タイトルである女流王将を蛸島彰子から奪取。
その後、続けてデビューしてきた同世代の中井広恵・清水市代とともに1980年代半ばから1990年代半ばにかけて、女流三強時代を築き、三人の中のいずれかが女流タイトル戦に登場した。林葉はさらに女流の枠を超えて王座戦の予選でも対局した。
女流王将戦においては第4期（1981年度・1982年4月）から第13期（1990年度・1991年4月）まで10連覇を達成（同一タイトル10連覇）。その功績が認められ、女流棋士初のクイーン称号「クイーン王将」を、9連覇後の1990年11月の「将棋の日」に贈られた。
1995年2月1日、都内某ホテルにて林葉五段と日本将棋連盟から二段の認定を受けたSFC版『早指し二段 森田将棋』の対面を行った。待ち時間は10分に設定され、五番勝負としての対決を行った。開始から26分後、93手目に林葉五段の勝利で幕は下りた。艶やかな笑みをたたえ「コンピューターは定跡には対応できるけど、取るべき相手の駒を取らなかったり、相手の真意が読めなくなると混乱するようですね」とコメントしている。
実力があるだけでなく、ルックスの良さもあいまって、テレビのドラマやCMなどにも出演。将棋の女流棋士の存在を世間に広めることに大きく貢献した。

### 作家として
1980年代から1990年代にかけて「とんでもポリス」シリーズや「キスだけじゃイヤ」シリーズなどのティーンズノベルやエッセイを執筆。同時期に『近代将棋』（ナイタイ出版）でも「直子の将棋エアロビクス」などの連載を持っていた。

### 失踪騒動と将棋連盟退会
1994年5月29日に林葉は「心身ともに疲労を感じ極限状態にあるのですべての活動を停止ししばらく休養したい、保持していた倉敷藤花のタイトルも返上した上で、棋士としての処遇は理事会の決定に従う」という旨の休養願いを、理事の勝浦修を通じて日本将棋連盟理事会に提出し、姿を消した。
| 休養願い ＿私、林葉直子は、これまで対局、イベント、執筆、芸能活動を自分なりに精力的にこなして来ましたが、最近は心身ともに疲労の限界を感じるようになり、現在は精神的にも肉体的にも極限状態にあります。 ＿このまま、これまでにように活動を続けることは、自分自身の心労・ストレスが増すのみならず、関係各位にも迷惑が及ぶであろうと思われます。 ＿つきましては、これまで従事させていただいたすべての活動を停止し、しばらく休養したく思います。 ＿ただ気がかりなのは倉敷藤花位のことです。こんな素晴しいタイトルを預からせていただいたのに、このようなお願いをするのは、関係者の方々の労苦を考えると胸が張り裂ける思いです。 ＿しかし、今の状態では将棋も指せず、皆様にもっとご迷惑をかけてしまうはずです。そこでお預かりしていた藤花のタイトルを返上させていただくようお願いいたします。さらに私の処遇についても、すべて理事会の決定に従います。なお、理事会には近況を定期的にご報告いたします。 ＿それから、この休養宣言によって将棋連盟の棋士の先生、職員の方々、女流棋士の皆さん、将棋ファンの皆さん、報道関係の方々、ならびに私を応援して下さった皆さんに心から御詫び申し上げます。 ＿私は将棋を愛する人を愛してます。将棋を通じて素晴しい方々に巡りあえたことを感謝しております。 ＿突然こういう形での休養宣言をすると男性問題であろうなどと推測されてしまうかもしれませんが、私もそれほど馬鹿ではありません。そんなことではなく、美しい景色を見ても美しいと思えぬ自分の心境が人間として情けなく思えてきたのです。仕事ばかりで走りすぎてきたせいかもしれません。 ＿これからは、自分自身を成長させるためにも栄養素をためる事が必要な時期になってると確信しました。 ＿自分勝手な行動でたくさんの方々にご迷惑をおかけしますが、林葉直子という人間がもっと輝くために選んだ選択手です。 ＿こんなわがままな休養願いですが、私の苦しみをお察しいただきとうございます。 ＿すべてにおいて、感動のできる人間になって戻ってこれるよう努力しようと思ってます。 ＿本当にご迷惑をおかけして申し訳ございません。 ＿平成六年五月三十日 林葉直子 （『近代将棋 1994年年8月号（54頁）』近代将棋社、54頁。） |

6月1日、理事会は林葉の功績を考慮し特例としてこれを受理。しかし、既にスケジューリングされている対局の扱いについて林葉と話し合う必要があるにもかかわらず、林葉との連絡が取れなかったため、行方不明として中途半端な状態が続いた。6月9日・10日の対局に林葉が現われなかったことで、6月11日に新聞・雑誌・テレビのワイドショーなどで林葉が失踪したと一斉に報じられた。実際にはこの時に林葉はロンドンへ行っていたのだが、様々なボタンの掛け違いで、海外での休養が失踪騒動として独り歩きしてしまった。河内家菊水丸が「ドバイの空港で見かけた」とラジオで発言したり、中にはサティヤ・サイ・ババに会いにインドへ行っているというデマまで流れた。
6月下旬、アイルランドに滞在していた林葉は国際電話で連絡を受け日本で騒動になっていることを初めて知り、急遽理事会の担当者に連絡し、詫び状を提出し早期復帰を約束した。しかし、月刊誌『マルコポーロ』（文藝春秋）が7月上旬にアイルランドで林葉に接触し、連盟の頭越しに林葉の独占手記を掲載したことで、理事会が態度を硬化させた。理事の中には強硬に林葉の除名を主張する者もいたという。
その後、7月18日にイギリスから帰国。将棋連盟から3か月間の出場停止（7つの対局すべて不戦敗）、その期間の公的活動の停止と約150万円の損害金の支払いなどの処分を受けた。そして7月20日、釈明の記者会見を行った。
11月からの第2期倉敷藤花の番勝負で復帰するものの、精彩を欠き挑戦者の清水市代に連敗してタイトルを失った。
翌1995年8月24日、突如として日本将棋連盟理事会に退会届を提出、これが受理され将棋界を去ることとなった。段位は女流五段で、最後の対局は8月8日の第22期女流名人位戦B級5回戦の山田久美戦であった。退会理由は「将棋が嫌いになったわけではないが、情熱が冷めた」ためとしている。退会記者会見をしたその夜、林葉は新宿の料理店で行われていた羽生善治六冠と畠田理恵の婚約祝いの席へ駆けつけた。
引退後しばらく林葉は「千駄ヶ谷近辺には行きたくない」と語り、将棋の盤駒や新聞の将棋欄などは見ないようにしていたという。

### 女流棋士引退後
1995年、将棋連盟退会と同時期に写真集『CONFESSION 告白』にてヘアヌードを発表。さらに1998年には1992年から続いていた中原誠との不倫を告白し、再びワイドショーの話題となる。この当時、これらの一連の出来事で良くも悪くも女流棋士の知名度を大いに高め、他の女流棋士は自らの職業を名乗ると「あの林葉直子の」と反応されることが多く、非常に困ったという。
2004年、ペンネーム「かとりまさる」名義で、『月刊アフタヌーン』（講談社）で将棋をテーマとした漫画『しおんの王』の連載の原作者として執筆活動を行った。小説のつもりで原稿を編集者に見せたら、面白いので漫画の原作にしようということになり、2008年まで4年間続いた。かとりまさる＝林葉直子であることは1年以上極秘とされていた。『しおんの王』はテレビアニメとして放送され、DVD化やゲームソフト化もされるなどヒットした。
2004年、六本木で「Woo Curry」というインド料理店を経営する。店名は「うー、辛え」から。内装はミニクラブの居抜きで、インド人シェフによる本格的インドカレーの店だったが、経営は苦しく1年余りで閉店。店には将棋盤と駒が置かれていたり、林葉と同年代のプロ棋士や後輩の女流棋士が彼女の人柄を慕って店に通っていたり将棋関係者と交流が続いていたという。
同年に飲酒の影響で肝硬変を発症。さらに父の借金が発覚したことで2006年には自己破産した。
2008年、『しおんの王』の原稿を書き終えた後にも体調を崩して、半年ほど入院をしていた。退院後は福岡へ戻り、静養したり将棋好きな寺の住職と将棋を指したりの日々が続いた。その後はタロット占い師として活動。
日本将棋連盟とは退会前後の騒動の影響で疎遠になったものの、2010年5月に将棋ペンクラブの交流会にゲストとして15年ぶりに将棋会館に足を運び、斎田晴子らと同席し、2010年7月28日、親友である中井広恵の誘いを受け、日本女子プロ将棋協会 (LPSA) の公認棋戦である日レスインビテーションカップに主催者の日本レストランシステム特別推薦で約15年ぶりにプロ棋戦に登場（中倉彰子女流初段と対局して74手で敗北）するなど、何度か将棋関連の活動を行なっている。また元師匠である米長邦雄が死去した際に、関係者として2013年3月号の『将棋世界』（日本将棋連盟出版部）で見開き2ページの破格の扱いで追悼文を寄せている。
病状の悪化は続き一時は体重が38kgにまで減少、余命1年を宣告される状況であったが一命を取り留め、その後は自身のブログなどを通じて近況報告を行なっている。

## 人物
- 大山康晴十五世名人の大ファン。本人曰く「女流プロになりたての頃は、大山先生の魅力に気付かなかった私だが、今は、大山将棋の懐の深さと大山康晴に惚れてしまったのである」とのことで、2010年のLPSAでの復帰戦でも大山が揮毫した扇子を持って対局に挑んだほどである[23]。
- 中井広恵とは女流棋士時代からの親友で、退会後しばらくたった後も中井が福岡まで見舞いに訪れるなど交流を続けている[24]。
- 藤井聡太のファンであり、公式ブログでも度々藤井の話題を取り上げている。棋士引退後は長らく将棋から遠ざかり、その後の闘病生活の影響から生きる希望を失っていた時期もあったが、藤井の対局を見て再び将棋を指したいと思うようになり、生活習慣を見直して持病をコントロールするようになったと語っている。
- 私生活ではウロコインコを飼っており、テリー伊藤のYouTubeチャンネルに出演した際、このインコとの結婚式も挙げた。
- 食生活では激辛料理好き。前述の通りインド料理店を開店したものも辛い料理、特にカレーライス好きが昂じてのものだった[25]。大山康晴とは激辛好き同士ということで意気投合する仲だったという[26]。

## 主な成績

### 獲得タイトル
- タイトル獲得 合計15期
  - 女流名人 04期（第9期 - 第11期、17期）
  - 女流王将 10期（第4期 - 第13期、クイーン王将〈第13期、10連覇による。退会により権利喪失〉）
  - 倉敷藤花 01期（第1期）
  - 全冠制覇（2冠） ：第9期女流名人(1982年度) - 第7期女流王将(1984年度)

タイトル戦登場 合計23回
  - 女流名人 07回（第9期 - 第13期、第17期 - 第18期）
  - 女流王将 12回（第4期 - 第15期）
  - 女流王位 02回（第1期、第3期）
  - 倉敷藤花 02回（第1期 - 第2期）

| 01位 | 0 福間香奈*0 | 62期 | (78回) |
| 02位 | 0 清水市代*0 | 43期 | (71回) |
| 03位 | 0 中井広恵*0 | 19期 | (44回) |
| 04位 | 0 西山朋佳*0 | 18期 | (29回) |
| 05位 | 0 林葉直子00 | 15期 | (23回) |
|      | 0            |      |        |

| 6位  | 0 加藤桃子*   | 09期 | (23回) |
| 7位  | 0 甲斐智美    | 07期 | (14回) |
|      | 0 蛸島彰子    | 07期 | (11回) |
| 9位  | 0 矢内理絵子* | 06期 | (18回) |
| 10位 | 0 斎田晴子*   | 04期 | (12回) |
|      | 0 山下カズ子  | 04期 | (6回)  |

| 01位 | 0 福間香奈*0 | 62期 | (78回) |
| 02位 | 0 清水市代*0 | 43期 | (71回) |
| 03位 | 0 中井広恵*0 | 19期 | (44回) |
| 04位 | 0 西山朋佳*0 | 18期 | (29回) |
| 05位 | 0 林葉直子00 | 15期 | (23回) |
|      | 0            |      |        |

| 6位  | 0 加藤桃子*   | 09期 | (23回) |
| 7位  | 0 甲斐智美    | 07期 | (14回) |
|      | 0 蛸島彰子    | 07期 | (11回) |
| 9位  | 0 矢内理絵子* | 06期 | (18回) |
| 10位 | 0 斎田晴子*   | 04期 | (12回) |
|      | 0 山下カズ子  | 04期 | (6回)  |

### 棋戦優勝
- レディースオープントーナメント - 優勝 1回（第3回 = 1989年度）

### 将棋大賞
- 第10回（1983年） - 女流棋士賞★
- 第11回（1984年） - 女流棋士賞★
- 第12回（1985年） - 女流棋士賞★
- 第14回（1987年） - 女流棋士賞★
- 第17回（1990年） - 女流棋士賞★
- 第18回（1991年） - 女流棋士賞★

　★印は、女流の最高賞（1998年度までは「女流棋士賞」、1999年度から「最優秀女流棋士賞」が最高賞）。

### 昇段・昇級履歴
新進棋士奨励会
- 1979年11月 - 関東奨励会 入会（6級、史上2人目の女性奨励会員）[27]
- 1981年08月 - 関東奨励会 5級 [28][29]
- 1981年12月 - 関東奨励会 4級 [30]
- 1983年06月 - 関西奨励会に移籍（4級）[31]
- 1983年11月 - 関東奨励会に移籍（4級）[32]
- 1984年04月 - 関東奨励会 退会（6級、最高位 4級）[33]

女流棋士
- 1980年04月01日 - 女流2級（16人目の女流棋士、12歳2か月〈女流歴代3位の年少記録〉）[34]
- 1900年00月00日 - 女流1級
- 1900年00月00日 - 女流初段（女流名人位戦 挑戦者決定リーグ入り）
- 1900年00月00日 - 女流二段
- 1900年00月00日 - 女流三段（タイトル1期／第4期女流王将戦）
- 1900年00月00日 - 女流四段（タイトル3期／第5期女流王将戦）
- 1900年00月00日 - 女流五段
- 1990年11月17日 - 初代「クイーン王将」（将棋の日表彰）[8][9]
- 1995年08月24日 - 引退・退会

### 女流記録
- 通算成績 311局 197勝114敗 勝率.633
- 公式女流棋戦連勝 - 17連勝（1982年度、歴代4位タイ）[35]
- 女流タイトル連続獲得 - 連続10期（歴代2位、女流王将 第4期-第13期）[注 7]
- 最年少タイトル獲得 - 14歳3か月（1982年4月、第4期女流王将戦）
- 非公式戦での対男性棋士対局初白星（1991年6月3日、第1期銀河戦〈非公式戦〉、対椎橋金司五段）

### アマ棋戦成績
- 1979年度 第11期女流アマ名人戦 優勝

### 年表 (女流棋士時代)
| - タイトル戦の欄の氏名は対戦相手。 色付き のマス目は獲得（奪取または防衛）。 濃い色Q のマス目はクイーン称号獲得。 0 はタイトル戦敗退(失冠)、 － は棋戦創設前または不参加。 氏名の下は左から順に、o : 林葉の勝ち / x : 林葉の負け - 将棋大賞は、★ : その年時点の女流最高賞 |

| 蛸島彰子【奪取】 〈第9期〉oxoo- (1983年1-2月) |

| 全冠制覇（2冠） （女流名人、女流王将） |

| 挑/中井広恵 〈第5期〉xoo (1983年4-5月・1982年度) |

| 挑/関根紀代子 〈第10期〉ooo-- (1984年1月) |

| 全冠維持（2冠） （女流名人、女流王将） |

| 挑/長沢千和子 〈第6期〉oo- (1984年5月・1983年度) |

| 挑/長沢千和子 〈第11期〉xooo- (84年12月-85年1月) |

| 全冠維持（2冠） （女流名人、女流王将） |

| 挑/中井広恵 〈第7期〉oxo (1985年4-5月・1984年度) |

| 全冠維持（2冠） （女流名人、女流王将） |

## 著書

### エッセイ
- ひとりぼっちの対局 だから青春! （ノラブックス、1983年）
- 林葉直子のとんでも恋愛講座ABC… （鎌倉書房、1993年）
- 願えば夢はかなうもの （講談社、1993年）
- 抵抗 レジスタンス （小学館、1995年）
- 罪 （モッツ出版、2001年）
- 遺言 最後の食卓 （中央公論新社、2014年）

### 小説
- 講談社X文庫ティーンズハート 「とんでもポリス」シリーズ
  - とんでもポリスは恋泥棒 （1987年）
  - ラブコールはSOS とんでもポリス （1988年）
  - ウワキなあいつを指名手配 とんでもポリス3 （1988年）
  - 恋のアリバイをくずせ! 新とんポリ （1989年）
  - キス100回の刑に処す! 新とんポリ （1989年）
  - 吸血鬼は無実の罪 新とんポリ （1989年）
  - 真犯人は恋わずらい 新とんポリ （1989年）
  - 恋人捜査本部! 新とんポリ （1990年）
  - 愛する心に手錠して 新とんポリ （1990年）
  - 恋の現場に踏みこまないで 新とんポリ （1990年）
  - 恋の証拠を捜しだせ! 新とんポリ （1990年）
  - 恋の取調べは一晩中 新とんポリ （1991年）
  - くちびるの罠に気をつけて 新とんポリ （1991年）
  - 恋の病に110番 新とんポリ （1992年）
  - 君を永久に逮捕する 新とんポリ （1993年）
  - ベビー・とんポリ （1994年）
  - 誘拐犯には赤いキス ベビー・とんポリ （1995年）
  - ババサンの贈り物 ベビー・とんポリ （1995年）
- 追いかけて恋 （講談社X文庫 Teen's heart　1990年）
- 恋の方程式教えて （角川文庫　1991年）
- Help! 香織と達平のエイティーン・ラブ （講談社X文庫 Teen's heart 1991年）
- 講談社X文庫ティーンズハート「キスだけじゃイヤ」上・下巻 （1991年）
  - キスだけじゃイヤ 2 あいつとアイツの巻 （1992年）
  - キスだけじゃイヤ 3 ハネムーンは危険がいっぱい （1992年）
  - キスだけじゃイヤ 4 とらぶるバレンタイン （1993年）
  - キスだけじゃイヤ 5 恋のライバルを消せ! （1993年）
  - キスだけじゃイヤ 6 青い瞳にダマされないで （1993年）
  - キスだけじゃイヤ 7 ナイショで抱きしめて （1994年）
  - キスだけじゃイヤ 8 危ないドクター （1994年）
  - キスだけじゃイヤ 9 ウエディングベルが待てないの （1994年）
  - キスだけじゃイヤ 10 秘密のタイムテーブル （1996年）
  - キスだけじゃイヤ 11 ハートじかけの女神サマ （1997年）
  - CD、ティーンズハート・シリーズ Vol.1「恋愛時間」（1992年4月22日、東芝EMI、TOCT-6446）
- キッスは死の香り　（集英社、1992年）
- 気まぐれ天使は夜空がお好き! 恋の事件簿　（学習研究社、1992年）
- アブナイあぶないドミトリー! （集英社コバルト文庫、1992年）
- 恋は3段活用 スキ・ドキ・キス （角川文庫、1992年）
- あいつは恋のマジシャン!! （学研レモン文庫、1993年）
- Hッ!! （学研レモン文庫、1994年）
- 二人だけの秘密 （小学館パレット文庫、1995年）
- ナイショで魔法のkissをして! （小学館パレット文庫、1995年）
- 私の星の王子サマ （講談社X文庫 Teen's heart、1996年）
- 殺したい女 （ジャパン・ミックス、1995年）
- アバンチュール （書き下ろし短篇集 竹書房、1996年）
- 不倫旅行 夏 （山岸伸撮影 テイアイエス、1998年）

### 漫画
- しおんの王（原作：かとりまさる名義、安藤慈朗作画、アフタヌーン連載）

### 入門書
- 将棋ってなあに 親子で入門 （毎日コミュニケーションズ、1988年）

## 写真集
- CONFESSION 告白（竹書房、1995年）ISBN 4-8124-0005-8
- SCANDAL（テイアイエス、1998年）ISBN 4-88618-181-3
- 罰 NAOKO HAYASHIBA（モッツ出版、2001年）ISBN 4-944214-20-0
- 罪と罰（展望社、2014年）ISBN 4-88546-280-0

## ディスコグラフィー
- 魔の刻の合わせ鏡/風がやまない（SILVER CAT、8cmシングル、1993年） ※ジャケット撮影は荒木経惟

## ドラマ出演
- ザ・サムライ（フジテレビ系列月曜ドラマランド、1986年）
- 田原坂（日本テレビ系列年末時代劇スペシャル、1987年） - 西郷桜子役
- 秘宴（JSDSS、2000年） - 栄子役

## 吹き替え
- バーニング（フジテレビゴールデン洋画劇場、1985年） - マーニー役（ボニー・デロスキー）

## 出演CM
- MULTI8（三菱電機、1983年）
- ウィスパー（P&G）

## ゲーム監修
- 将棋風林火山（スーパーファミコン用ソフト、1993年10月発売、ポニーキャニオン）5名の連名で監修
- 将棋女流名人位戦（プレイステーション用ソフト、1995年、セタ）解説

## ラジオ
- ときめきサンデー（KBCラジオ）[1]

## 占いコンテンツ
- 愛の王将占 林葉直子（ザイオンメディアオフィス、2014年 - 2019年）[36][37]